# 哪吒

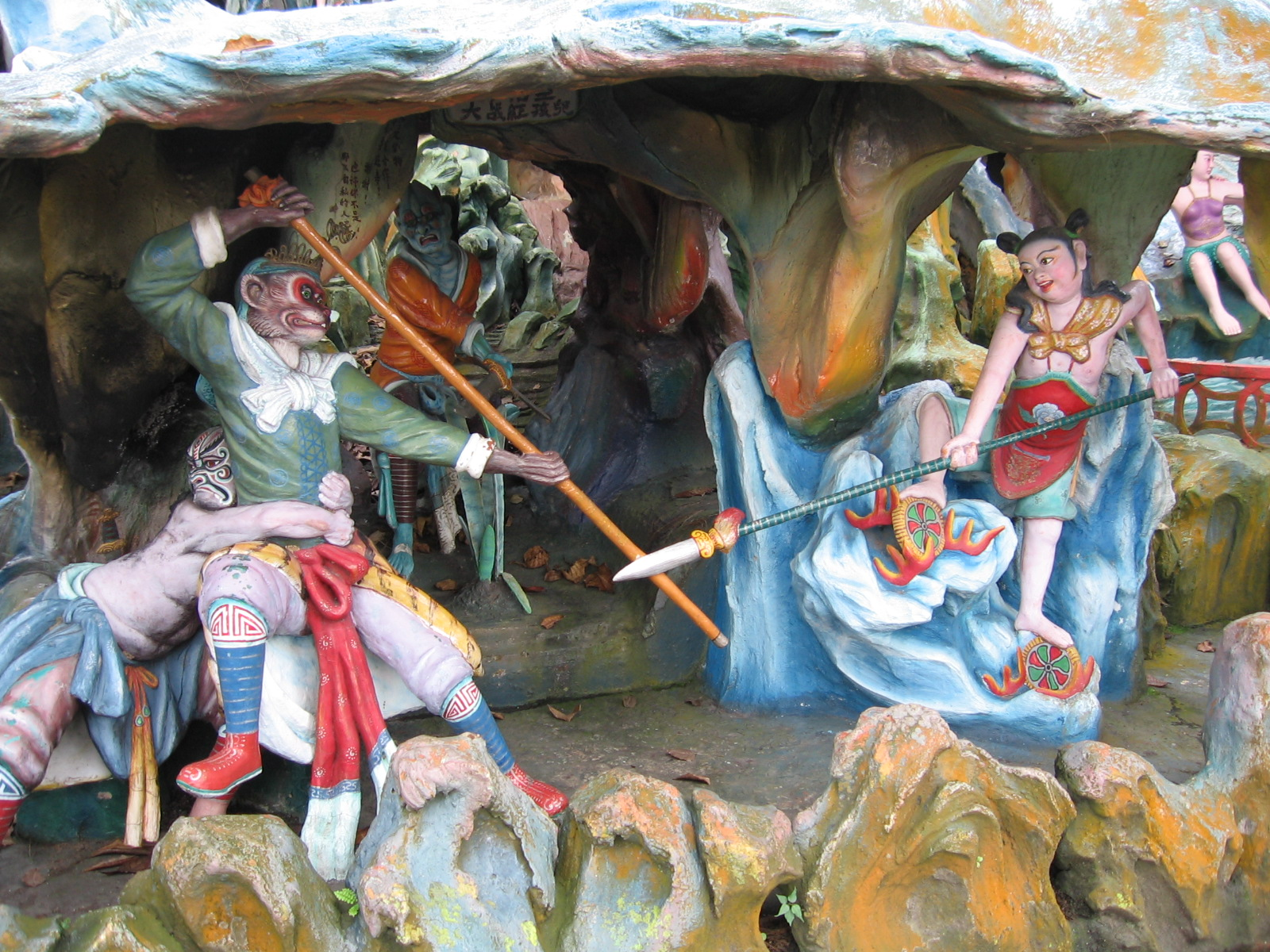
シンガポールのテーマパーク・ハウパーヴィラにある哪吒太子（右）が孫悟空と戦う『西遊記』の一場面再現ジオラマ

哪吒（なた）は、道教で崇められている護法神、もしくは仏教や中国の民話・説話の登場人物である。
托塔天王（毘沙門天が原型）の三男であることから哪吒太子（）、あるいは哪吒三太子（）とも呼ばれる。道教の信仰対象としては太子爺（）、太子元帥（）、羅車太子（）、中壇元帥（）、哪吒天王や哪吒天尊などとも呼ばれ、いくつもの尊称がある。
蓮の花や葉の形の衣服を身に着け、乾坤圏（金色の円環みたいな投擲の武器）や混天綾（奇妙な仙力を秘めたシルク、河じりで少しだけ揺らしても繋がってる大海が強烈に震撼される。敵を縛ることもできる）、火尖槍（紫色の火や煙を放せる焔形の槍）などの武器を持ち、風火二輪（二個の車輪の形をした乗り物。火と風を放ちながら空を飛ぶ）に乗って戦う姿は『封神演義』などの書物や民間神話でなじみ深く、道教寺院でもこのような姿で表される。

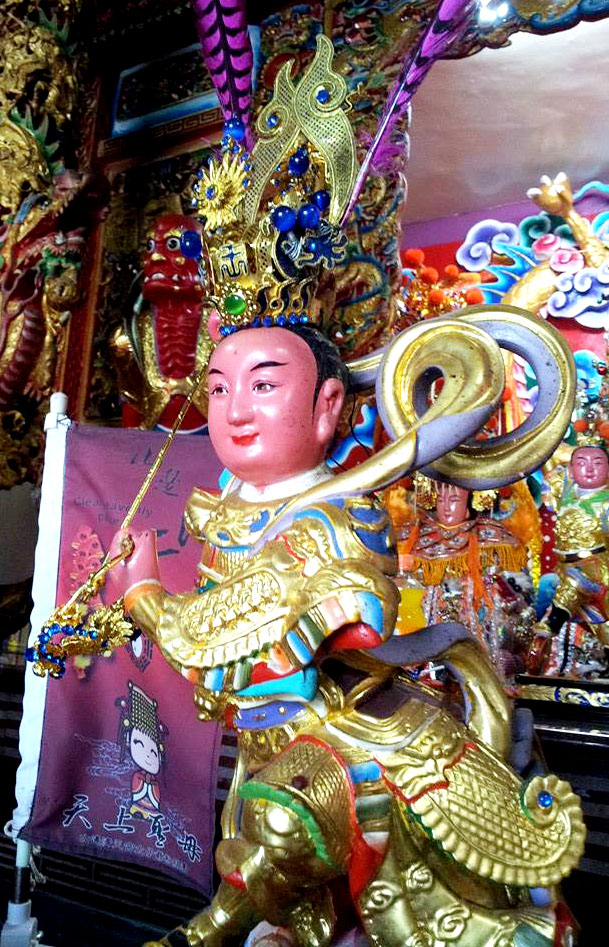
太子元帥寶像

## 名前
表記と発音は中国語: 哪吒; 拼音: Nézhā; 粤拼: naa4 zaa1; 白話字: Lô-chhiaとなり仏教説話では那吒とするものも見られる。
哪吒、那吒いずれの漢字表記も日本語では「ナタ」と読み、ウィキペディア日本語版や『ナタちゃんの竜たいじ』（上海美術電影アニメを本にしたもの）ではこの読み方を採用している。なお、拼音の日本語表記はナァーヂャが近く、上海美術電影作品のアニメーション映画『ナーザの大暴れ』、『読む中国語世界 2008年 10月号』では『ナーザの大暴れ』とナーザという表記もみられる。
「ナタク」と読む翻訳版や翻案作品もあり、三浦義臣訳『封神伝』、邱永漢『西遊記』、安能務訳『封神演義』ではこの読みを採用している。安能版および、それをさらに翻案した藤崎竜の漫画版『封神演義』の認知度が高いため、これに準じ「ナタク」と読まれるケースも珍しくない。
主要な文献とその漢字表記
| 文献             | 表記 |
| ---------------- | ---- |
| 封神演義         | 哪吒 |
| 西遊記           | 哪吒 |
| 西遊記雑劇       | 那吒 |
| 毘沙門儀軌       | 那吒 |
| 尊容鈔           | 那吒 |
| 三教源流捜神大全 | 那吒 |

なお「吒」（口へんに託の右側：U+5412）の文字はJIS X 0208およびJIS X 0212（JIS 補助漢字）に含まれていないが、JIS X 0213には含まれており1-14-85の符号位置が与えられている。

## 由来
インド神話のナラクーバラを前身とする、彼は財宝神クベーラの息子である。
クベーラが毘沙門天として仏教に取り入れられると、息子（三男とされる）のナラクーバラもその陪神として取り入れられ、那吒三太子の名で信仰の対象となった。中国の晋代あたりに中国での記載が始まったと見られる物語や神格は、もうナラクーバラとは完全に違うとも言える。
中国に於ける毘沙門天(中国では多聞天王)信仰が高まると、毘沙門天は唐代初期の武将李靖と同一視され、道教でも托塔李天王の名で崇められる様になった。それに伴い那吒太子も道教に取り入れられた。
宋以後に毘沙門天信仰が衰退すると、仏教では那吒は忘れ去られてしまった。しかし、道教では民間説話に取り入れられて人気があったために忘れられず、次第にインドの神であることは忘れられ道教の神の一柱に収まった。毘沙門天と同一視された托塔天王も毘沙門天やほかの天王を率いる別格的な天王になった場合がかなりある。
父母、兄弟などは説話により異なっており、説話の発展を示している。

## 主な物語における哪吒

### 仏説最上秘密那拏天經
体は須弥山ほど大きく、その顔に憤怒と笑いを両方持つ千臂の巨神である。(「景徳伝灯録」では天地を支えると言われていた。)虎の皮を着用し様々な法器を持っている。世尊（釈迦如来）と深く関わりもある。
阿修羅や夜叉、大梵天王、那羅延天、大自在天(ブラフマーとヴィシュヌとシヴァが仏教における姿)、天竜衆もさえ自分に帰従させた。

### 三教源流搜神大全
かつて玉皇の座下にいる「大羅仙」(大羅天の仙人、仙人の最高位とも言われる)であった。身長は六丈、首には金輪などを着けており、三頭九眼八臂の存在である。手に法律あり、一声で雨と雲は従い、乾坤さえも動きだす。地上に多くの魔王がいた時、玉皇に使命を与えられ、托塔李天王と素知夫人の三人目の子供、金吒、木吒の後の哪吒として受胎した。
哪吒は生まれた5日後に東海で水浴びし、そのまま東の海を統べる東海龍王の領域に踏み込み、宮殿を壊し塔を踏みつけるなどの乱暴を働いた。
龍王はこれに怒って哪吒と争い、七日間戦った結果九匹の龍が殺された。
東海龍王はこのことを玉皇に知らせ彼も悲しんだ。これを知った哪吒は天界の門にまで行き、今度は龍王をも殺してしまう。
不意に天帝の壇に登った哪吒は今度は如来の弓をひき、放った矢で石記娘々の子供を射殺してしまう。石記娘々は兵を率いて対抗しようとしたが、哪吒は父の壇から降魔杵を持ち出し返り討ちにした。
李天王は、魔物たちの首領の一人でもある石記娘々を殺したことで他の魔物たちが襲ってくると息子を叱りつけた。
哪吒は自身の肉を割り、骨を刻んで父親に還した。魂となった哪吒は世尊（ブッダ、釈迦如来）の側に赴いた。仏は彼の降魔（魔物退治）の力を見込んで蓮を折って骨とし、藕（蓮根）を肉とし、糸を筋とし、葉を衣として組み立て新生させ、法輪密旨（仏法の秘奥）を授けた。
また、哪吒は「木長子」の三文字を受けた。これにより体のサイズを自在に変化させ、河を通り海に入り、星々にまで駆けめぐることができるようになった。
一声叫べば天はくずれ地は倒れ、一息吹きかければ金色の光が世界を覆い、磚が響けば龍は従順になり虎が服従する。
槍の一撥ねで宇宙乾坤がひるがえり、投げられた繡球が弾むだけで山は崩れ海は裂ける。
こうした強大な力を持つ故、哪吒は牛魔王、獅子魔王、大象魔王、馬頭魔王、吞世界魔王、鬼子母魔王(鬼子母神)、九頭魔王、多利魔王、番天魔王、五百夜叉、七十二火鴉といった魔物たちを降伏させ、赤猴（赤猿の妖怪、元劇の西遊記で孫悟空を負かしたことを指してる可能性が高い）と戦い、孽龍（魔竜）をも降伏させた。
妖魔は限りがあったが神通力は広大で、その変化のわざには限りが無かった。故に霊山会にて「通天大師」「威霊顕赫大将軍」とされた。
玉皇に三十六員第一総領使（三十六人からなる天界の将軍の筆頭）、天帥元領袖（天軍の総大将）の役職を授かり、天門を守り続ける。
（文の中では「帥」を哪吒の第三人称にしている）

### 西遊記

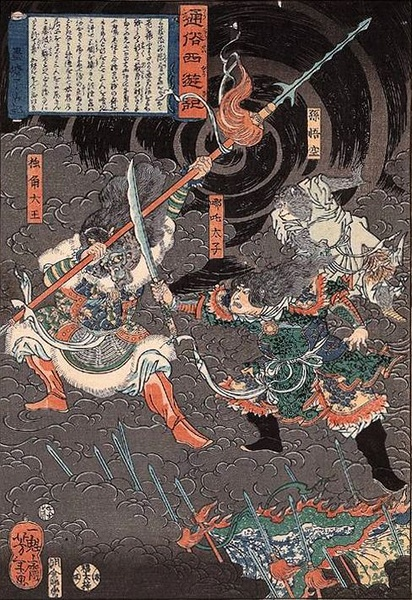
『通俗西遊記』に描かれた日本版の哪吒太子。武将をイメージしたオリジナルとは全く異なる外見である。孫悟空と共に独角鬼王と戦う図

小説『西遊記』では、天神である托塔李天王の第三太子で、天帝に『三壇海会大神』の位を与えられている。火神部の長である火徳星君からすれば、自分より遥かに強かった神だと見られてる。三頭六臂(三面六臂)の神通を使い、斬妖剣（）・砍妖刀（）・縛妖索（）・降妖杵（）・綉毬（）・火輪（）の六種の得物で戦う。さらにその武器を幾千幾万に変化させ、兵器の雨のようにに相手を攻撃することができる。
兄弟は、長兄が釈迦如来の弟子の前部護法（俗名：金吒）、次兄が観音菩薩の弟子の恵岸行者（俗名：木叉）、妹が貞英。また、命をつけてもらった地湧夫人（義妹・妖怪）は托塔李天王を父、哪吒を兄としてあがめていた。
地湧夫人の回（第83回）には、左手に哪、右手に吒の字が浮かんだ姿で生まれ、それを名前としたと、誕生の詳細が説明される。哪吒は、生後三日目に湯浴みの途中で、裸のまま海中に飛び込んで竜王の水晶宮に行き、蛟龍の背筋を引きぬき、縧子（）にしようとした。父・李天王は後難を恐れて幼いうちに殺そうとしたため、激怒した哪吒は自ら体を切り肉を母に骨を父に返上して死んでしまう。父の精と母の血を捨てたその魂は、西方極楽浄土に向かい、釈迦如来に訴え、助けを求めた。如来は蓮の葉や根で肉体を造って、起死回生の真言を唱えて彼を蘇生させた。
生まれ変わった哪吒は神力・法力で九十六洞の妖魔を退治するという武勲を立てるが、かつて骨をえぐられた恨みを忘れず、父に復讐しようとしたので、李天王は如来に助けを求め、如来のとりなしでひとまず和解した。李天王は如来より如意黄金宝塔なる舎利塔を預かっていて、この法力で哪吒の復讐心を抑えている。李天王を「托塔李天王」と言うのはこのことを指すと物語では説明される。
後に孫悟空が弼馬温の役職に不満を持って天界で暴れた時には、父やその部下の巨霊神が討伐にでかけた。天将の巨霊神が戦いに負け逃げた後、哪吒と孫悟空との戦いが始まり、子供の外見で孫悟空に見下されたが、三面六臂の術を見せたため、孫悟空も本気となり三面六臂の姿に変わった。両者武具を幾千幾万に変化させ、震天動地の戦いを繰り広げ30回互角で渡り合ったが、悟空がこっそり化身を作り、本体は素早く哪吒の後ろに移動してからの不意打ちで哪吒が敗退。その後二戦目の討伐に出るが最終的に身外身によって天王たちと共に敗退。孫悟空が八卦炉から出て天宮のあちこちで暴れ回るシーンでは、哪吒太子の姿さえ見当たらない描写がある。
悟空が三蔵法師に従うようになってからは、天帝の部下として天から取経の旅を見守り、何度かその困難を救うこととなる。獨角兕大王（）との戦いでは、李とともに天界軍を率いて悟空に助勢した。もっとも大王が「金剛琢」を持っていたので、さすがに敵わず武装解除されてしまう。
牛魔王との戦いでは孫悟空の助太刀になってから剣で巨牛の首を十数回を切り（だが首は再生してた）、火輪児で三昧真火を吹かし牛魔王を容赦なく焼き払おうとする妖魔退治の姿を見せた。牛魔王は変化して逃げようとするが、元帥である托塔李天王が照妖鏡を使いそれを阻止し、牛魔王も仕方なく命乞いして哪吒に降伏した。
物語の中では哪吒太子は敬虔で忠実な息子としての姿しか見せないが、父は息子の復讐を常に恐れており、黄金宝塔を握りしめる描写がある（と言うと黄金宝塔は小さいお守りのように聞こえるが、実は仏舎利塔つまり置物でかなりの高さがある。小さい物でも22センチメートル）。

### 封神演義
明代の神怪小説『封神演義』では天神ではなく宝物『霊珠子』でありながら太乙真人の弟子、師匠によって陳塘関の守将の李靖の第三子に生まれ変わると言う。長兄は金吒、次兄は木吒。李靖夫人が三年六ヶ月で出産した「肉毬」を李靖が切り裂いたところ現れた。名づけ親は太乙真人。
まだ幼な子であった（身長6尺）とき、既に凄まじき神力を身に宿し、河で洗濯するうちに海に震撼を与え、後に責めにきた東海龍王敖光の巡海夜叉の李良と雨降を司る正真正銘の神である龍王の三太子敖丙を殺し、敖丙の背筋を抜いて父へのプレゼントにしようとしたが、龍王がこの件を天帝に訴えにいくと伝えたため哪吒は父の怒りをうけた。また、誰にも引けない陳塘関の宝物である軒轅黄帝の時代の弓の威力を興味本位で試し、遠い山で採薬をしていた石磯娘娘の弟子を射死した。罪をあがなうために自らの肉と骨を切り自害。
死後は母親の夢に現れ、己の行宮を建てるよう頼んだ。神像が3年間受香すれば再生できるはずだったが、事の次第が李靖に発覚し行宮を焼き払われたため、太乙真人は仕方なく蓮の花に金丹を入れて肉体とし哪吒を復活させた。父とは燃灯道人がとりなし無理矢理和解した。
闡教の道士として父や兄と共に周陣営に参加し、以後商の仙人と闘う。達人の槍法をも超える仙伝の槍法とその並外れの力で周陣営で活躍している。後に三面八臂と言う恐ろしい法相、九龍神火罩、二本目の火尖槍や陰陽の双剣を得て、数々の武勲を立てる。
『封神演義』での三面八臂は赤い髪と濃い青色の顔や鋭利な牙を持つ外見で、『西遊記』の沙悟浄に対する描写とほぼ一致してる。哪吒の三面八臂は作中の雷震子たちと違って自由にコントロールができ、こうして八つの強力な武器を使い、怒涛の攻防をさらに繰り広げるようになった。
作中の哪吒は蓮の花と葉で復活後の体（身長1丈6尺）を作られており、魂魄も血肉も持っていない。そのため魂や血肉に直接攻撃する外道法宝を無効化し、戦いにおいて有利であった。また、疫病の術なども効かない描写があった。
少年神の姿を描く『西遊記』と違って青少年の見た目ではあるが身長は1丈6尺。

### 水滸伝
本人は『水滸伝』に登場しないが、地飛星項充のあだ名が八臂哪吒（はっぴなた）である。

## 哪吒を題材にしたその他の作品

### 映画・テレビ
哪吒は20を超えるさまざまな映画やテレビ番組で、実写とアニメの両方でメインキャラクターとして登場している。少なくとも共産主義以前の中国で、実写長編映画『哪吒出世』が Great Wall Film Companyによって制作され、1927年または1928年に初演された。近年は、主に『封神演義』と『西遊記』を元にした多くの改作の中で、脇役としても登場している。
- ナーザの大暴れ：1980年の第33回カンヌ国際映画祭で上映された中国アニメーションの古典作品の1つとされるセルアニメーションの長編映画。2014年5月30日、Googleはこの映画に敬意を表し、香港版のホームページにおけるGoogle Doodleにアニメーションを掲載した[13]。
- 封神演義 〜ナタクの大冒険〜：中国中央電視台が2003年から2004年にかけて放送した子供向けのセルアニメーションシリーズ[14]。全52話[15][16]。
- 我是哪吒：2016年の3Dコンピュータアニメーションの長編映画。中国で公開された[17]。
- ナタ～魔童降臨～（中国語版）：2019年7月26日公開の3Dコンピューターアニメーションの長編映画。中国でアニメーション映画として初めて、年間最高興行収入を記録し、中国歴代興行収入第2位（当時）を記録した、米国外のアニメーション映画では最高の興行収入を記録するなど、数々の記録を打ち立てた。
- レゴ モンキーキッド：2020年のTVシリーズ。キャラクター「ナジャ」として登場。
- ナタ転生：2021年のアニメーション映画。元のストーリーから3000年後のサイバーパンク世界に転生した哪吒を描いている。
- Nezha: Transformers：玩具メーカーのハズブロによるトランスフォーマーとのクロスオーバー作品。1話あたり11分、全52話で、オールスパークと中国中央電視台による制作[18]。
- クラッシュ・オブ・ゴッド 神と神：2021年の実写映画。
- ナタ 魔童の大暴れ：2025年のアニメーション映画。『ナタ〜魔童降臨〜』の続編。

哪吒はファンタジー以外のジャンルでも反抗的な若者の代名詞として、実写の現代劇や時代劇に登場する。『青春神話』（1992年）、『电哪吒/電哪吒（The Spin Kid）』（2011年）、『少女哪吒（Nezha）』（2014年）および『オペレーション・メコン』（2016年。キャラクターのコードネームとして哪吒が使われる）がある。

### ビデオゲーム
- 無双OROCHI：コーエーテクモのクロスオーバーシリーズのプレイアブルキャラクターとして登場する。このシリーズの哪吒は、サイボーグと人間の2つの異なるバージョンをもつ。
- Smite：マルチプレイヤー オンライン バトル アリーナ形式のビデオゲーム。プレイアブルキャラクターであり暗殺者[22]。
- Warframe：サードパーソン・シューティングゲーム。2015 年12月16日、哪吒にちなんだ名前とテーマのプレイアブルキャラクターをリリースした[23]。
- セブンナイツ：ネットマーブルのモバイルRPGの収集可能なキャラクター。女性として描かれているが、哪吒の神話と特徴の多くを備えている[24]。
- Fate/Grand Order：日本のヒーローコレクターゲームで召喚可能な英霊。ランサークラスのサーヴァントとして召喚することができる。この作品では女性型オートマトンとして描かれている。
- モンスタースーパーリーグ：4:33とCreative Labs開発の韓国のクリーチャーキャプチャゲーム。召喚可能なモンスターでありゲームでは女性として描かれている[25]。
- 東京放課後サモナーズ：Lifewondersが開発した日本の LGBT+モバイルゲーム。召喚可能なキャラクターであり、ゲーム内ではノンバイナリーとして描かれている[26]。
- オーバーウォッチ：2022年、旧正月イベントの一環として女性キャラクターの哪吒に基づいたスキンを作成した[27]。
- Dislyte：2022年のモバイルゲーム。Li Ling というキャラクターに哪吒の力が与えられる[28]。

### その他の媒体
カジノゲーム『The Third Prince』：火のついた槍を持った姿で登場。ゲームの戦闘機能は哪吒のストーリーの要素を利用している。